# Serica hirsuta
Serica hirsuta är en skalbaggsart som beskrevs av Kim 2003. Serica hirsuta ingår i släktet Serica och familjen Melolonthidae. Inga underarter finns listade i Catalogue of Life.